# Martin Janolhs
Martin Janolhs, född 5 april, 1991 i Hedemora, är en ishockeyspelare som spelar i allsvenska i IK Pantern. Janolhs spelar i forwardposition.

## Lag
- Hedemora SK 2006 - 2007

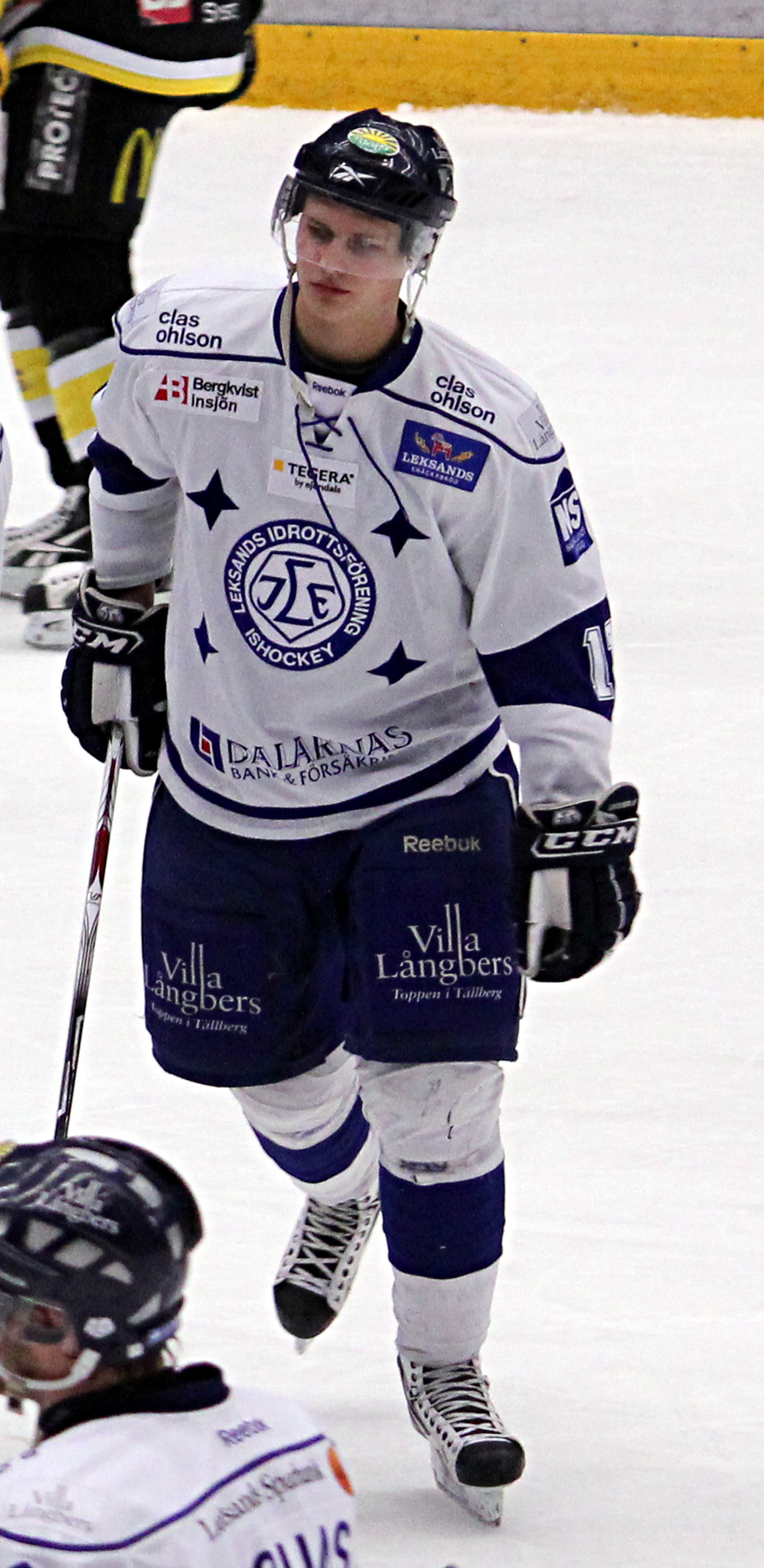
Martin Janolhs 2011.

- Leksands IF (U18, U20) 2007 - nutid